# Astronomie galactique

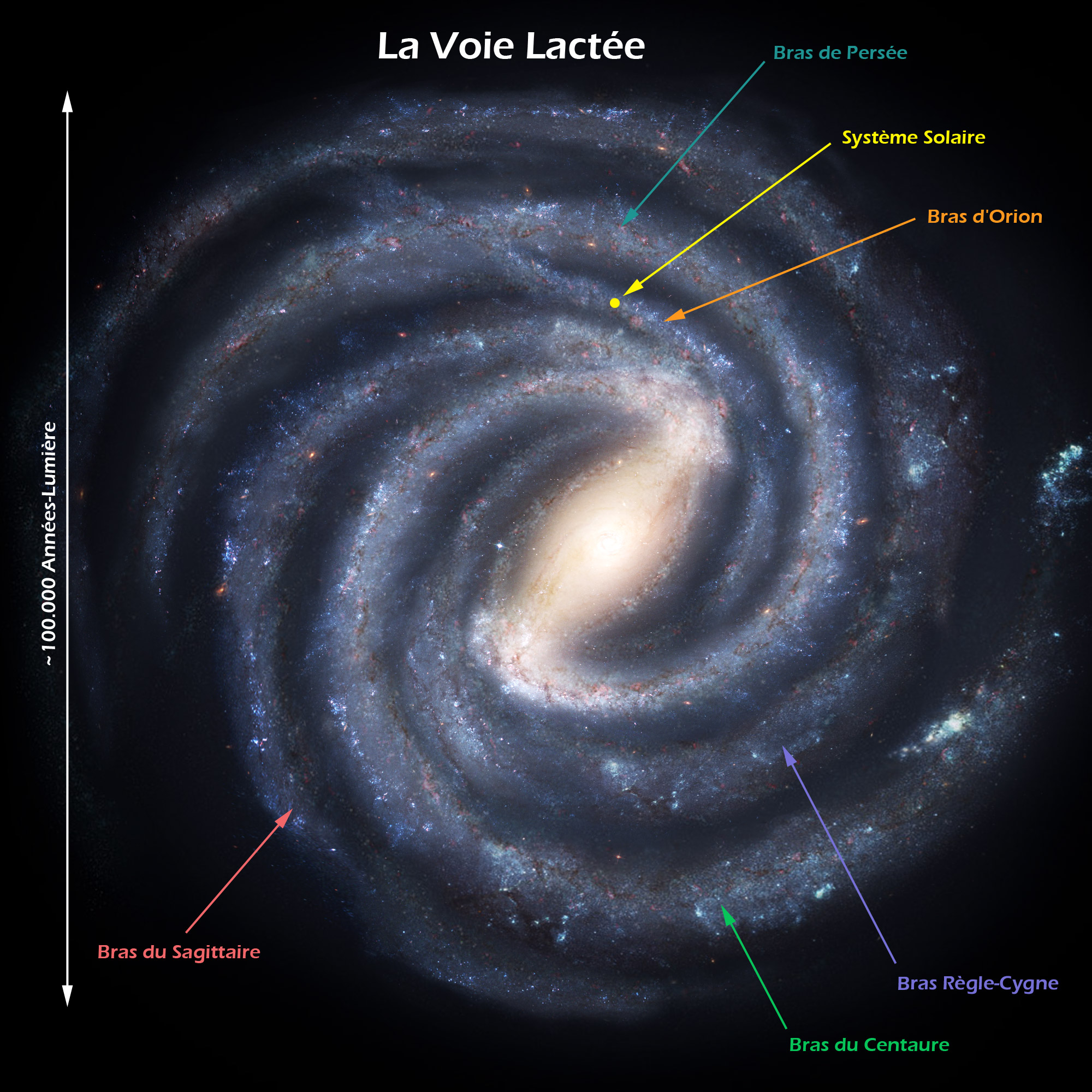
Représentation de la Voie Lactée

L'astronomie galactique est une branche de l'astronomie qui étudie principalement notre galaxie, la Voie lactée, la formation de la Voie lactée, sa structure, ses composants, sa dynamique, et son étendue.
Principaux objets célestes étudiés :
- Étoiles
- Planètes et exoplanètes
- Comètes
- Astéroïdes
- Milieu interstellaire
- Nuage interstellaire